# Ectropothecium galerulatum
Ectropothecium galerulatum là một loài Rêu trong họ Hypnaceae. Loài này được (Duby) A. Jaeger mô tả khoa học đầu tiên năm 1880.